# 陸軍記念日

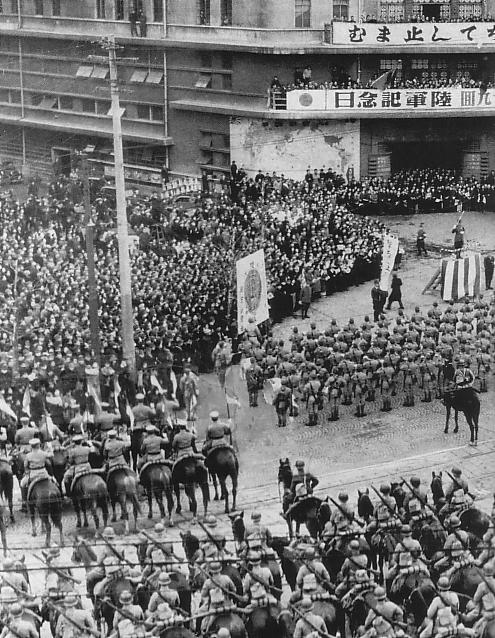
1944年の陸軍記念日式典。奥の建物は朝日新聞東京本社（東京・有楽町、現：有楽町マリオン）

陸軍記念日（りくぐんきねんび）とは、一般に陸軍の勝戦を祝う記念日。

## 戦前日本
戦前日本では、3月10日であった。これは、1905年（明治38年）3月10日に、日露戦争の奉天会戦で大日本帝国陸軍が勝利し、奉天（現在の瀋陽）を占領して奉天城に入城した日である。1906年（明治39年）3月10日が第1回陸軍記念日である。これに対して同じ日露戦争の日本海海戦で帝国海軍が勝利した5月27日が海軍記念日と定められていた。
1945年（昭和20年）3月10日の東京大空襲は、この陸軍記念日を狙って実施されたという説がある。当時の日本で、この記念日にアメリカの大規模な攻撃があるとの噂が流布しており、この噂が後になって事実であるかのように出回っていた。日本には事実とする書籍や資料が存在するが、アメリカ側の資料では確認できない。
陸軍記念日は第二次世界大戦後の1946年(昭和21年)、海軍記念日と共に廃止された。

## 世界
- アメリカ合衆国：4月6日（1950年以後廃止、5月の第3土曜日の軍隊記念日（Armed Forces Day）に統合）
- チリ：9月19日（Día de las Glorias del Ejército）